# Gonodactylellus incipiens
Gonodactylellus incipiens is een bidsprinkhaankreeftensoort uit de familie van de Gonodactylidae. De wetenschappelijke naam van de soort is voor het eerst geldig gepubliceerd in 1903 door Lanchester.